# Kamut

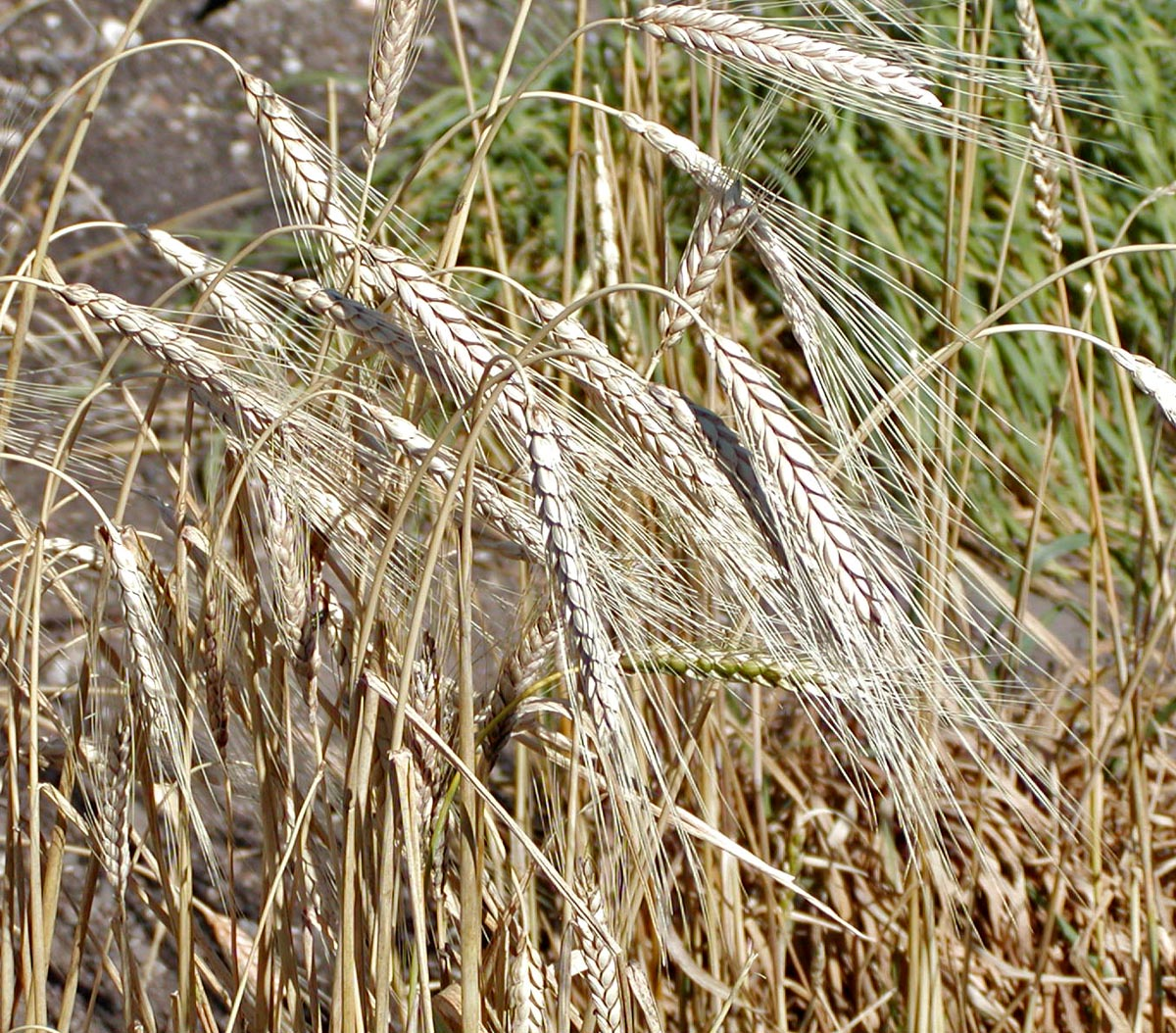
Il grano Khorasan (Triticum turgidum subsp. turanicum)

Kamut è un marchio registrato, di proprietà dell'azienda statunitense Kamut, fondata nel Montana da Bob Quinn, dottore in patologia vegetale e agricoltore biologico. Il nome designa da un punto di vista commerciale la cultivar di grano della sottospecie Triticum turgidum subsp. turanicum denominata Khorasan, dal nome della regione iraniana Khorasan.
La produzione e la vendita di tale cultivar col nome commerciale di Kamut è strettamente regolamentata e deve essere certificata e rispettare una serie di norme  stabilite dall'azienda statunitense.
Il grano prodotto dalla cultivar è stato registrato nel 1990 al Dipartimento dell'agricoltura degli Stati Uniti d'America (USDA) col nome ufficiale di QK-77 e veniva inizialmente venduto nelle fiere agricole del Montana col nome di "grano del faraone Tut". La protezione è successivamente scaduta. La parola Kamut deriva dal relativo ideogramma geroglifico e significa "grano".

## Coltivazione
La cultivar Khorasan può essere coltivata liberamente da chiunque e dovunque, ma solo il consorzio di agricoltori che fa capo all'azienda statunitense proprietaria del marchio registrato Kamut può legalmente apporre la denominazione Kamut sul suo raccolto. Secondo l'azienda, la presenza di questo marchio garantisce determinati standard qualitativi e l'assenza di ibridazioni; il grano Khorasan per avere il marchio Kamut deve essere coltivato secondo uno specifico metodo biologico esclusivamente nelle grandi pianure semi aride del Montana, dell'Alberta e del Saskatchewan.